# Austrosaropogon palleucus
Austrosaropogon palleucus là một loài ruồi trong họ Asilidae. Austrosaropogon palleucus được Daniels miêu tả năm 1991. Loài này phân bố ở miền Australasia.